# Biologielaborant
Biologielaboranten bereiten Untersuchungen an Tieren, Pflanzen, Mikroorganismen und Zellkulturen vor und führen sie nach Anleitung von Wissenschaftlern durch. Sie beobachten und kontrollieren Versuchsabläufe und werten die Ergebnisse aus.
Biologielaboranten arbeiten in der (molekular-)biologischen, biotechnologischen, und biomedizinisch-pharmazeutischen Forschung, der angewandten Medizin und im öffentlichen Gesundheitswesen. In der Industrie sind sie beispielsweise beschäftigt bei Pharma- und Kosmetikherstellern, bei Lebensmittelherstellern und in Betrieben, die biotechnische Produkte herstellen. Darüber hinaus können sie auch in Krankenhäusern tätig sein.

## Ausbildung zum Biologielaboranten

### Deutschland
Beim Ausbildungsberuf Biologielaborant handelt es sich in der Regel um eine duale Ausbildung, die im Ausbildungsbetrieb und in der Berufsschule stattfindet (auch eine schulische Ausbildung wird angeboten). Die Ausbildung zum Laboranten dauert in der Regel 3,5 Jahre und kann bei guter Leistung auf drei Jahre verkürzt werden.
Zwei Drittel der Auszubildenden haben das (Fach-)Abitur, aber auch die Mittlere Reife ist stark vertreten. Interesse für Biologie sowie Chemie sind natürlich unabdingbar, ebenso sind Kenntnisse der angrenzenden Naturwissenschaft Physik sowie gute Mathematikkenntnisse, vor allem für die Auswertung von Messergebnissen, hilfreich. Des Weiteren sind für den Beruf des Biologielaboranten ein besonderes Interesse am experimentellen, insbesondere auch tierexperimentellen Arbeiten, Sorgfalt und Verantwortungsbewusstsein sowie ein gutes Vorstellungsvermögen wichtig.

## Aufgaben und Tätigkeiten
Molekularbiologie – Mikrobiologie – Zellkulturtechnik – Pharmakologie – Immunologie – Botanik – Analytik – Histologie – Hämatologie – Gentechnik – Biochemie
- Kultivierung von Bakterien, Pilzen und Zellen
- Mikroorganismen mit biochemischen Nachweismethoden identifizieren
- Versuchstiere überwachen und präparieren, Applikationen an Versuchstieren durchführen, unter Berücksichtigung des Tierschutzes
- Proteingemische elektrophoretisch trennen, Bestandteile identifizieren
- Genomanalyse mit Hilfe gentechnischer Verfahren
- Substanzen in Körperflüssigkeiten mit Hilfe chemischer bzw. biochemischer Methoden identifizieren und bestimmen
- Gewebeschnitte aus Pflanzen und Tieren herstellen
- Fotometrische Bestimmungen vornehmen
- Untersuchungsergebnisse am Rechner dokumentieren und statistisch auswerten
- Laborgeräte und -einrichtungen bedienen und pflegen